# Urobek

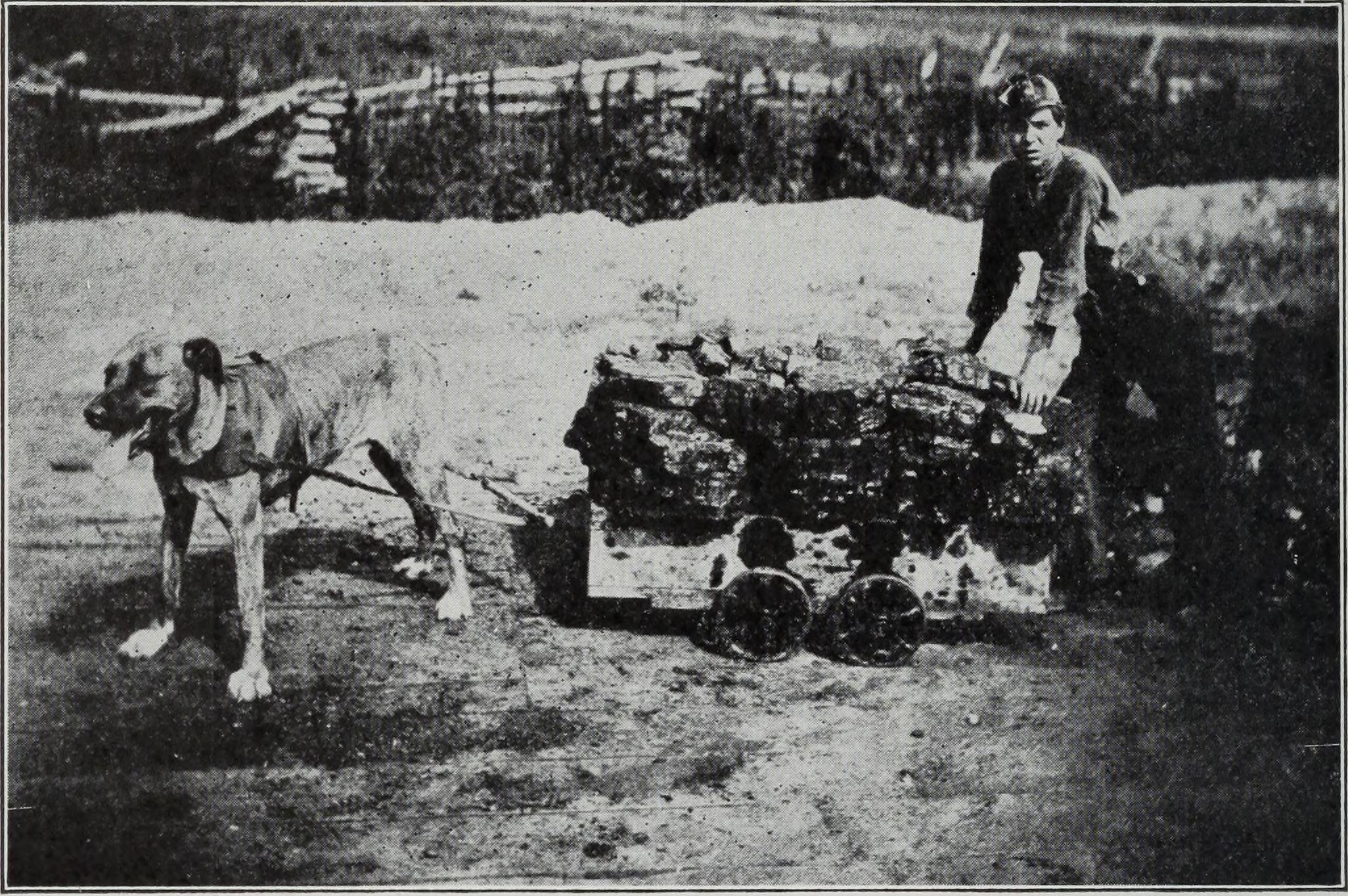
Wózek z urobkiem ciągnięty przez psa, fot. 1915, Illinois, USA

Urobek – kopalina pozyskana poprzez robotę górniczą, niezależnie od frakcji i zawartości skały płonnej. 

## Oddzielenie kopaliny od skały płonnej
W przypadku kopalin węgla, zanieczyszczenia skalne mogą stanowić od 30 do 40% wywożonego na powierzchnię urobku.
Kopalinę od skały płonnej rozdziela się na powierzchni, w zakładzie wzbogacania. W Polsce najczęściej stosowana metoda wzbogacania węgla to metoda wodna, w której wykorzystuje się siłę grawitacji i różnice w gęstości węgla i skał. Skała jest cięższa od węgla, więc w wodzie opada szybciej niż węgiel. Skała opada na dno a węgiel jest zbierany z góry. Wykorzystuje się do tego osadzarki pulsacyjne.